# 챔프 (1931년 영화)
《챔프》(The Champ)는 미국에서 제작된 킹 비더 감독의 1931년 드라마 영화이다. 월레스 비어리 등이 주연으로 출연하였다.
이 영화에서 비어리는 아카데미 남우주연상을, 프란세스 마리온은 아카데미 원작상을 받았으며 아카데미 작품상과 감독상에 지명되었다. 2020년 1월 이 영화는 킹 비더의 업적을 기리기 위해 제70회 베를리 국제 영화제에서 상영되었다.

## 출연

### 주연
- 월레스 비어리
- 재키 쿠퍼

### 조연
- 아이린 리치
- 로스코 아테스
- 에드워드 브로피
- 헤일 해밀턴
- 제스 스콧
- 마르시아 메이 존스
- 리 펠프스
- 프랭크 해그니